# Equació diferencial parcial de primer ordre
En matemàtiques, una equació diferencial parcial de primer ordre és una equació diferencial parcial que només implica derivades primeres de la funció desconeguda de n variables. L'equació pren la forma
{\displaystyle F(x_{1},\ldots ,x_{n},u,u_{x_{1}},\ldots u_{x_{n}})=0.\,}
Aquestes equacions sorgeixen en la construcció de superfícies característiques per a equacions diferencials parcials hiperbòliques, en el càlcul de variacions, en alguns problemes geomètrics i en models simples per a la dinàmica de gasos la solució dels quals implica el mètode de les característiques. Si es pot trobar una família de solucions d'una única equació diferencial parcial de primer ordre, llavors es poden obtenir solucions addicionals formant embolcalls de solucions en aquesta família. En un procediment relacionat, es poden obtenir solucions generals integrant famílies d'equacions diferencials ordinàries.

## Solució general i integral completa
La solució general de l'equació diferencial parcial de primer ordre és una solució que conté una funció arbitrària. Però, la solució de les equacions diferencials parcials de primer ordre amb tantes constants arbitràries com nombre de variables independents s'anomena integral completa. La següent família de solucions d'n paràmetres
{\displaystyle \phi (x_{1},x_{2},\dots ,x_{n},u,a_{1},a_{2},\dots ,a_{n})}
és una integral completa si {\displaystyle {\text{det}}|\phi _{x_{i}a_{j}}|\neq 0}. Les discussions següents sobre el tipus d'integrals es basen en el llibre de text A Treatise on Differential Equations (Capítol IX, 6a edició, 1928) d'Andrew Forsyth.

### Integral completa
Les solucions es descriuen de manera relativament senzilla en dues o tres dimensions amb les quals els conceptes clau s'estenen trivialment a dimensions superiors. Una equació diferencial parcial general de primer ordre en tres dimensions té la forma
{\displaystyle F(x,y,z,u,p,q,r)=0,\,}
on {\displaystyle p=u_{x},\,q=u_{y},\,r=u_{z}.} Suposem {\displaystyle \phi (x,y,z,u,a,b,c)=0} ser la integral completa que conté tres constants arbitràries {\displaystyle (a,b,c)}. A partir d'això podem obtenir tres relacions per diferenciació
{\displaystyle \phi _{x}+p\phi _{u}=0}
{\displaystyle \phi _{y}+q\phi _{u}=0}
{\displaystyle \phi _{z}+r\phi _{u}=0}
Juntament amb la integral completa {\displaystyle \phi =0}, les tres relacions anteriors es poden utilitzar per eliminar tres constants i obtenir una equació (equació diferencial parcial original) que relacioni {\displaystyle (x,y,z,u,p,q,r)}. Tingueu en compte que l'eliminació de constants que condueixen a l'equació diferencial parcial no ha de ser única, és a dir, dues equacions diferents poden donar lloc a la mateixa integral completa, per exemple, l'eliminació de constants de la relació {\displaystyle u={\sqrt {(x-a)^{2}+(y-b)^{2}}}+z-c} condueix a {\displaystyle p^{2}+q^{2}=1} i {\displaystyle r=1}.

### Integral general
Un cop trobada una integral completa, es pot construir una solució general a partir d'ella. La integral general s'obté fent les constants funcions de les coordenades, és a dir, {\displaystyle a=a(x,y,z),\,b=b(x,y,z),\,c=c(x,y,z)}. Aquestes funcions s'escullen de manera que les formes de {\displaystyle (p,q,r)} no es modifiquen de manera que es pugui utilitzar el procés d'eliminació de la integral completa. Ara proporciona la diferenciació de la integral completa

{\displaystyle \phi _{x}+p\phi _{u}=-(a_{x}\phi _{a}+b_{x}\phi _{b}+c_{x}\phi _{c})}
{\displaystyle \phi _{y}+q\phi _{u}=-(a_{y}\phi _{a}+b_{y}\phi _{b}+c_{y}\phi _{c})}
{\displaystyle \phi _{z}+r\phi _{u}=-(a_{z}\phi _{a}+b_{z}\phi _{b}+c_{z}\phi _{c})}